# Этихад (стадион)
Стадион «Этиха́д» (англ. Etihad Stadium), спонсорское название (с июля 2011 года) стадиона «Си́ти оф Манче́стер» (англ. City of Manchester Stadium) в английском городе Манчестер. Домашний стадион клуба «Манчестер Сити». Четвёртый по вместимости стадион в английской Премьер-лиге и восьмой в Великобритании.
Первый камень в фундамент стадиона был заложен премьер-министром Тони Блэром в декабре 1999 года, а строительство началось в январе 2000-го. Как футбольный стадион открыт 10 августа 2003 года.
Клуб «Манчестер Сити» заключил договор о 250-летней аренде стадиона с правом его переименования. В июле 2011 года клуб переименовал стадион в «Этихад» как часть 10-летнего соглашения с главным спонсором — Etihad Airways, авиакомпанией из Объединённых Арабских Эмиратов.
В январе 2014 года была начата реконструкция, по окончании которой стадион стал вмещать 55 000 зрителей. После очередной реконструкции стадион входил в число арен для проведения матчей чемпионата мира по регби 2015 года. В будущем предполагается строительство дополнительных ярусов за воротами. Итоговая вместимость стадиона после второго этапа реконструкции должна составить 62 170 человек. Рекорд посещаемости был установлен на матче против «Сандерленда» 26 декабря 2015 года на трибунах собрались 54 523 зрителя.

## История стадиона

### Проектирование
Идея строительства в Манчестере нового стадиона родилась ещё в 1989 году, когда город рассчитывал заполучить Олимпийские игры-1996.
Существовавшие в то время в Манчестере «Олд Трэффорд» и «Мэйн Роуд» были чисто футбольными аренами, поэтому нужно было ещё сооружение и для легкоатлетических соревнований. Но Олимпиада досталась штатовской Атланте и все эти далеко идущие планы были отложены на будущее.
Город не терял надежды принять у себя главное спортивное соревнование четырёхлетия и подал заявку на следующую Олимпиаду, которая должна была состояться в 2000-м году. Манчестер вновь потерпел фиаско, но новый стадион все же решили построить.

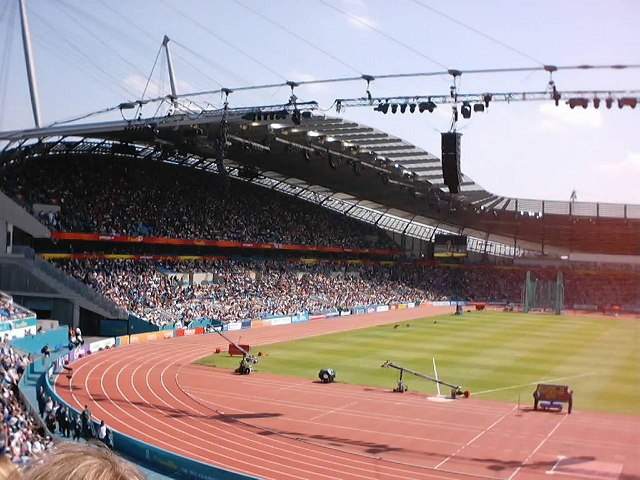
Трибуны во время игр Содружества в 2002 г.

### Игры содружества 2002
Проектированием стадиона занималась компания Arup. Первый камень в фундамент будущего городского стадиона заложил тогдашний премьер-министр Великобритании Тони Блэр в декабре 1999 года. Непосредственно же строительные работы начались в январе следующего года.
Стадион строился к Играм Содружества (аналог Олимпиады, в котором принимают участие государства, являвшиеся ранее английскими колониями, всего таких стран 72), поэтому был оборудован беговыми дорожками.
Работы по постройке завершились в 2002 году — 25 июля новоиспеченная арена уже принимала церемонию открытия Игр Содружества.
Стадиону дали Название «Сити оф Манчестер» и на тот момент мог принять 38 000 зрителей. Его особенностью было то, что одна из трибун была временной — её даже не закрывала крыша, ведь стадион в будущем должен был превратиться в чисто футбольный — сюда собирался переехать клуб «Манчестер Сити».

### Перестройка в футбольный стадион
И после завершения игр «Сити оф Манчестер» закрылся на реконструкцию, а будущие хозяева инвестировали в этот проект порядка 20 млн фунтов. Поменялось на стадионе многое: временная северная трибуна была демонтирована, а на её месте построена новая; поле было опущено вглубь на 6 метров и приближено к южной трибуне, за счет этого на центральных трибунах появился третий ярус, а на тех, что за воротами стало их по два. Соответственно увеличилась и вместимость почти до 48 000 мест.
«Манчестер Сити» попрощался со своим старым стадионом «Мейн Роуд» и в 2003 году переехал на «Сити оф Манчестер». Для открытия обновленной арены была приглашена сама «Барселона» — матч состоялся 10 августа и принес новым хозяевам поляны победу со счетом 2:1. Первый же официальный матч на «Истлэндс» (еще одно название стадиона, произошедшее от названия местности, в которой он расположен) прошел в рамках Кубка УЕФА — в гости пожаловал валлийский ТНС и был нещадно бит 5:0. Ну а первая игра в рамках премьер-лиги состоялась здесь 23 августа и завершилась ничьей 1:1 с «Портсмутом».
В июле 2011 года «Сити оф Манчестер» был переименован в «Этихад Стэдиум» после заключения крупнейшего спонсорского договора с Etihad Airways. «Манчестер Сити» получает от сделки до 150 млн долларов за каждый год сотрудничества, что является рекордом английского футбола.

## Структура стадиона

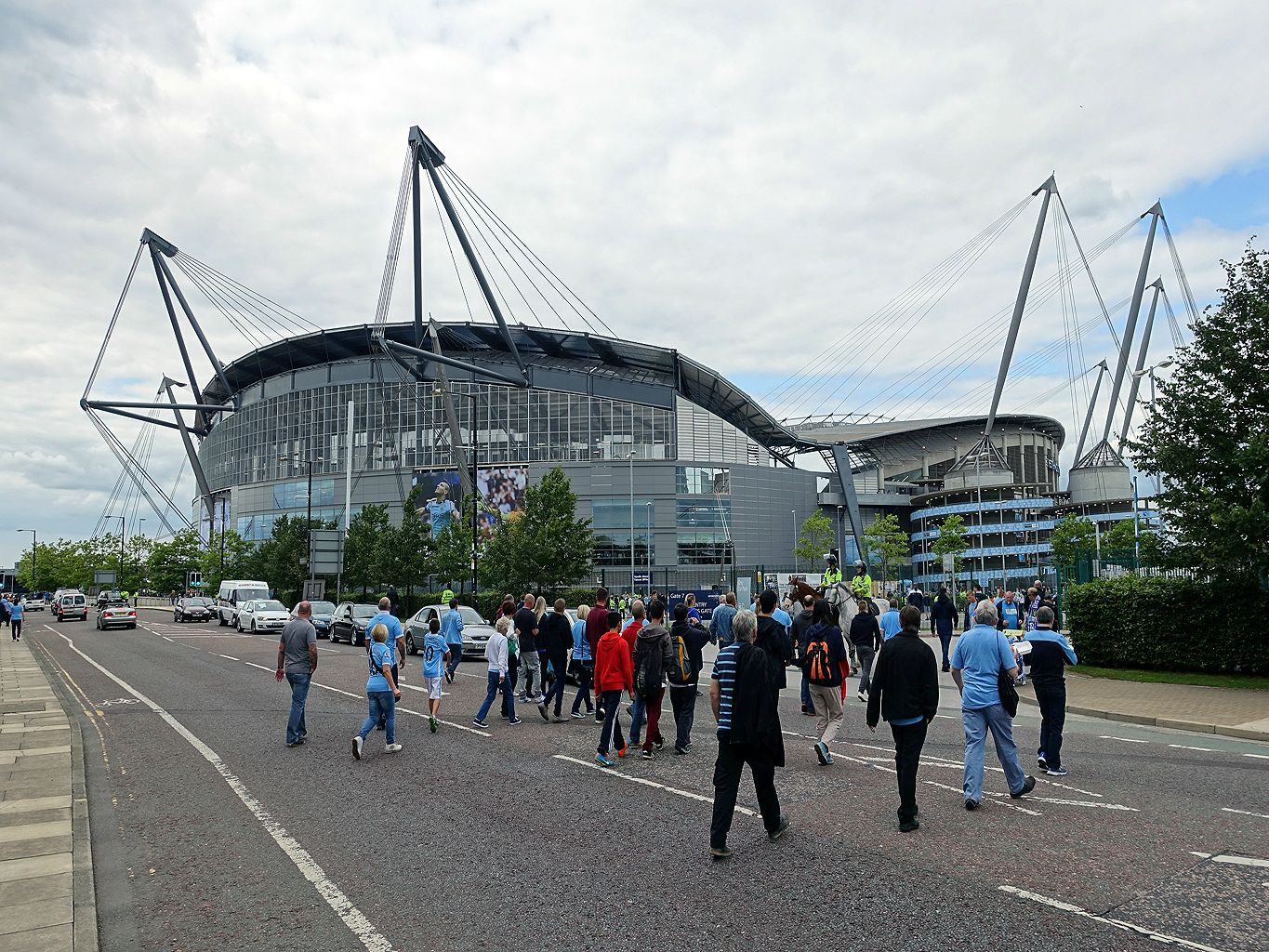
Этихад снаружи в 2015 году

### Трибуны
Как и на большинстве стадионов, трибуны «Этихада» изначально назывались просто по сторонам света. Ситуация поменялась вскоре после переезда на арену Манчестер Сити. Болельщики клуба решили увековечить в названиях трибун память об игроках команды и о своём старом стадионе — «Мейн Роуд». Руководство клуба, а также владельцы поддержали эти нововведения. В результате в 2004 году в ходе голосования трибуны стали носить названия:
- Западная трибуна получила имя Колина Белла — бывшего игрока «Манчестер Сити»
- Северная называется Family Stand — это семейная трибуна
- Восточная предназначена для фанатов и зовется Kippax, название это позаимствовали с аналогичной трибуны на «Мейн Роуд»
- Южная — South Stand — для поклонников команды гостей.

Чтобы солнечный свет как можно лучше проникал на газон, часть крыши стадиона сделана прозрачной. Освещается стадион с помощью 218 прожекторов.

## Транспорт
Стадион «Этихада» расположен практически в центре Манчестера. По прямой — примерно в 1,5 милях (2,4 км). От Пикадилли (городского вокзала) до футбольной арены можно добраться за 40 минут неспешным шагом (3,5 км). однако большинство болельщиков предпочитают пользоваться услугами метрополитена. Это отнимет в 2 раза меньше времени.
Возле стадиона имеется парковка, рассчитанная на 2000 мест.
Попасть на «Этихад» можно с помощью бесконтактных смарт-карт, а не через турникеты, как это обычно бывает. Такая система имеет пропускную способность до 1200 человек в минуту через все входы вместе.
К стадиону ведет огромная дорога имени Джо Мерсера (тренировал клуб в 1965—1971 гг., легенда «Манчестер Сити»), находящаяся с северной стороны, она позволяет болельщикам свободно перемещаться в окрестностях арены в день матча и затем беспрепятственно проходить к трибунам.

## Прочая информация
В честь уже неоднократно упоминавшихся Игр Содружества, на «Сити оф Манчестер» установлены два памятника. На северо-западе находится статуя бегуна, а перед входом с юго-востока — композиция под названием «B of the Bang», изображающая звуковой импульс, свое название она получила благодаря словам известного спринтера Линфорда Кристи, который на вопрос в чём секрет его успеха ответил, что стартует с первым звуком стартового пистолета, называемого в Англии словом bang.
На стадионе функционируют семь ресторанов, два из которых имеют вид на поле. Кроме того «Истлэндс» имеет несколько конференц-залов, на нем проводятся свадьбы, стадион для этого обзавелся специальной лицензией. Парковка рассчитана на 2000 автомобилей.
В 2004 году «Сити оф Манчестер» получил награду «За эксклюзивный проект здания», вручаемую Королевским институтом британских архитекторов.

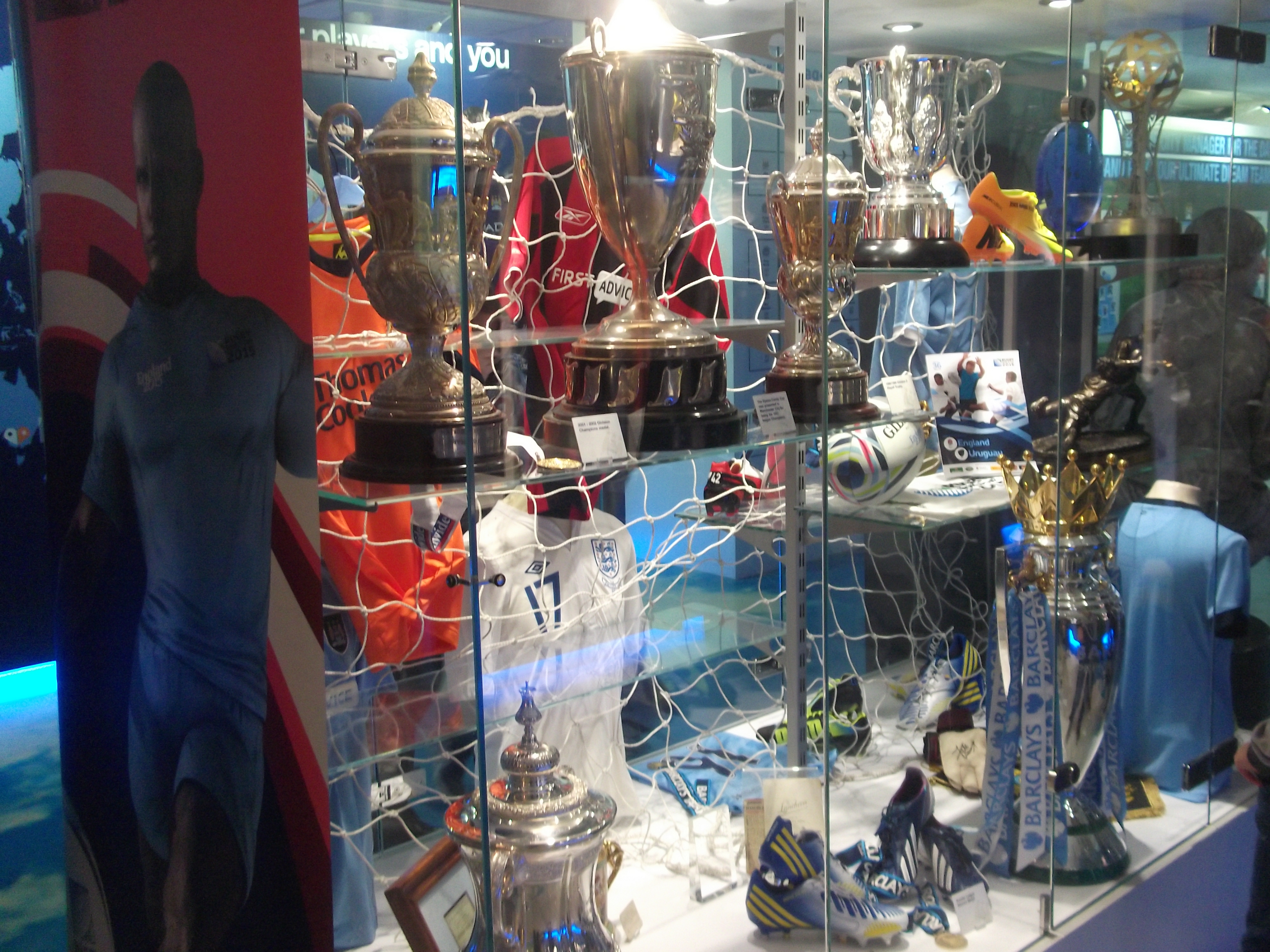
Музей клуба

Сборная Англии провела здесь два матча. В преддверии Евро-2004 родоначальники сразились со сборными Японии (1:1) и Исландии (6:1). Кроме этого стадион принял один матч Чемпионата Европы среди женщин в 2005 году.
«Сити оф Манчестер» стал местом проведения юбилейного, пятидесятого финала в истории Кубка УЕФА, событие сие произошло в 2008 году.
Рекорд посещаемости (до 2015 года) был установлен 13 мая 2012 года в историческом для клуба матче национального чемпионата с «Куинз Парк Рейнджерс» — 47 435 человек. В этот день «Манчестер Сити» впервые с сезона 1967/68 стал чемпионом Англии.
Нередко он становится местом проведения встреч по регби, боксерских поединков и конечно же концертов. Первый концерт состоялся в 2004-м году и с тех пор здесь уже успели выступить «Red Hot Chili Peppers», «Oasis», «Take That», «U2»,
«Bon Jovi», «Foo Fighters», «Metallica», «Muse» и др.
Неоднократно клуб задумывался над расширением своей арены и наконец эти планы приобрели реальные очертания. В апреле 2014 года стартовал первый этап реконструкции стадиона, который завершился летом 2015 и позволил увеличить трибуны до 54 331 места.
После открытия нового яруса «Манчестер Сити» обновил рекорд посещаемости «Этихада» − на матче против «Сандерленда» 26 декабря 2015 года на трибунах собрались 54 523 зрителя.

## События
В 2002 году на стадионе проходили Игры Содружества.
1 июня 2004 года на «Сити оф Манчестер» прошёл товарищеский матч между сборными Англии и Японии.
В 2005 году в Англии проходил чемпионат Европы среди женщин. На стадионе была сыграна одна игра группового этапа Англия — Финляндия.
4 октября 2006 года было объявлено, что на «Сити оф Манчестер» пройдёт финальный матч Кубка УЕФА 2007/2008. 14 мая 2008 года на стадионе прошёл 50-й финал в истории турнира Кубка УЕФА. В нём встретились российский «Зенит» и шотландский «Рейнджерс». Победителем впервые в своей истории стал «Зенит».
Летом 2015 года стадион расширили на одну трибуну, добавив почти 8 тысяч мест.
В 2015 году стадион принимал игры Кубка мира по регби.